# キムの十字架
『キムの十字架』（キムのじゅうじか）は、和田登の同名小説を原作とするアニメーション映画。日本では1990年7月21日に公開された。太平洋戦争中に、日本統治下の朝鮮から強制連行されて長野県の松代大本営建設工事に動員された少年の姿を描く。製作は現代ぷろだくしょんで、所属する山田火砂子が製作（プロデューサー）、山田典吾が監督である。アニメーション制作はタツノコプロが担当し、真下耕一がアニメーション監督を務めた。

## あらすじ
慶尚北道に住む少年ジェハにはセファンという弟がいた。日本軍に田畑を徴収されたことでジェハ一家の暮らしは貧しく、セファンは学校にも通えなかった。ジェハは近所に住む少女・ヨンスーにセファンの面倒を見てもらう。ヨンスーの感化を受けてセファンはキリスト教会に通うようになったが、弾圧の巻き添えを恐れた親はセファンを遠くの村にある鍛冶屋に奉公に出した。その矢先、ジェハは強制的に日本に連行されて、松代大本営の建設に従事させられる。過酷な環境をジェハは生き抜いて終戦により解放されるが、セファンもまた連行されていたことが判明する。セファンを探すジェハはやがて、セファンがすでに死んでいたことを知る。

## キャスト
- ジェハ : 古谷徹
- セファン : 野沢雅子
- ヨンスー : 中島千里
- ヘンジュ : 北村弘一
- ヤン : 屋良有作
- テス : 丸山裕子
- ギョンジャ : 片岡富枝
- スンジャ : 鷹森淑乃
- スンニー : 三浦雅子
- ヒゲ巡査 : 佐藤正治
- 現場監督 : 秋元羊介
- 日本軍人 : 笹岡繁蔵
- 下士官 : 戸谷公次
- 募集人 : 岸野幸正
- 李 : 田中和実
- 崔 : 荒川太郎
- 金 : 小林通孝
- 丂 : 梅津秀行
- 河 : 多田康芳
- ナレーション : 小林清志

## スタッフ
- 監督 : 山田典吾
- アニメーション監督 : 真下耕一
- 脚本 : 立原りゅう
- 原作 : 和田登
- 製作 : 山田火砂子
- アニメプロデューサー : 大倉宏俊
- 撮影監督 : 横山幸太郎
- 美術監督 : 多田喜久子
- 音楽 : 宮下富実夫
- 録音監督 : 明田川進
- 編集 : 三木幸子、吉田ちひろ
- アニメーション制作協力 : 竜の子プロダクション